# Esteban Arrizabalo
Esteban Arrizabalo Echevarria, detto Deva (Deba, 3 agosto 1910 – Vigo, 13 aprile 1976), è stato un calciatore spagnolo, di ruolo difensore.

## Carriera
Esordì nella Primera División spagnola con la maglia della Real Sociedad il 1º dicembre 1929, in occasione della prima giornata del campionato che vide la squadra di San Sebastián sconfitta per 3-0 dai catalani del Barcellona. Concluse il campionato con sette presenze e la Real Sociedad, allenata da Benito Díaz, arrivò al settimo posto in classifica. Nella stagione 1931-1932 giocò in massima serie con il Deportivo Alavés. Allenato da Ramón Encinas, giocò tutte le partite del campionato esordendo il 22 novembre 1931, alla prima giornata, in occasione della sconfitta casalinga per 2-1 contro il Racing de Santander. Nella stagione 1934-1935 raggiunse Encinas al Siviglia. Insieme al portiere Guillermo Eizaguirre, fu il calciatore più utilizzato della squadra, poiché fu schierato in tutte le partite del campionato. Nella stessa stagione vinse la Coppa della Repubblica 1935 battendo in finale per 3-0 il Sabadell. Nel campionato successivo giocò le prime 12 partite ma saltò le restanti dieci. La squadra dell'Andalusia arrivò al decimo posto. Nel 1939, alla fine della guerra civile spagnola passò al Zaragoza Football Club allenato da Tomás Arnanz. Esordì con gli aragonesi, alla prima partecipazione in massima serie, il 3 dicembre 1939, in occasione della prima giornata di campionato vinta per 3-2 contro il Celta Vigo. Deva giocò tutte le partite di campionato tranne la quattordicesima e la sedicesima. Il 7 gennaio 1940 contribuì con la sua prima rete alla vittoria per 3-1 contro il Barcellona.
Nella stagione successiva collezionò sedici presenze e nessun gol e gli aragonesi retrocessero in Segunda División. Deva si trasferì al Celta Vigo, squadra allenata da Baltasar Albéniz. Fu titolare in difesa e saltò solo due partite nel mese di gennaio. In occasione dell'ultima giornata di campionato segnò un gol contro la Real Sociedad. Nella stagione 1943-1944 la squadra della Galizia retrocesse in Segunda División e tornò a militare in massima serie nel 1945. Deva lasciò il club alla fine della stagione 1946-1947, durante la quale giocò quattro partite. Scese in campo con la maglia del Celta per l'ultima volta il 20 ottobre 1946 in una partita vinta per due reti a zero in casa del Murcia.